# Daniel Goudineau
Daniel Goudineau, né le 10 avril 1949 à Paris, est le directeur général de France 3 Cinéma. Il est diplômé de l'ENA.

## Biographie
Il exerce plusieurs fonctions de direction au Centre national de la cinématographie à partir de 1989. Directeur général de France 5 de février 2004 au 24 août 2005, il est nommé Directeur chargé de l’action culturelle, des coproductions internationales et des relations avec le CNC à France Télévisions en 2005. En 2006, il rédige pour le CNC le rapport Adieu à la pellicule ? Les enjeux de la projection numérique. 
De 2000 à 2010, il est président du conseil d'administration du Conservatoire national supérieur de musique de Lyon,,,.